# Чупрова, Анна Дмитриевна
Анна Дмитриевна Чупрова (род. 16 ноября 1987) — российская спортсменка (шашки). Мастер спорта России по шашкам.  Участница чемпионатов мира и Европы. 
Выступает за клуб Нижне-Ленское.
FMJD-Id: 16264

## Спортивная карьера
2015 -  ЧЕ-100, женщины блиц - 7 место,
2014 - 1м. в Чемпионате России по русским шашкам, быстрая игра – 1 м. в г. Сочи, Кубок России по международным шашкам 2-е место по основной программе.
2010
Кубок России по русским шашкам среди женщин 2010 - 2 место в блице,
Чемпионат России по международным шашкам среди женщин 2010 - классическая программа - 7 место, молниеносная программа - 12 место
2009
ЧЕ-100, женщины блиц - 12 место,
Первенство Европы среди студентов - 3 место
Кубок России-64, женщины блиц - 2 место
Чемпионат мира по шашкам-64  (женщины) быстрой - в классической и  программе - 18 место, в молниеносной - 13 место
Проживает в Мегино–Кангаласском улусе, являясь одной из сильнейших спортсменок улуса. Окончила Быраминскую ООШ им.Е.П.Шестакова-Эрчимэн